# Aeroporto di Corrientes
L'aeroporto Internazionale Dottor Fernando Piragine Niveyro (Aeropuerto Internacional Doctor Fernando Piragine Niveyro in spagnolo), conosciuto anche come Aeroporto di Cambá Punta, è uno scalo aereo internazionale che serve la città argentina di Corrientes, capoluogo dell'omonima provincia.
L'aeroporto è situato a 10 km ad est del centro della città, lungo la strada nazionale 12.

## Storia
L'aeroporto fu inaugurato il 28 ottobre 1961, mentre il terminal sarà ultimato solo tre anni più tardi. Tra il 2009 ed il 2011 sono stati ricostruiti la torre di controllo ed il terminal.